# Sự kiện UFO Mariana
Sự kiện UFO Mariana xảy ra vào tháng 8 năm 1950 tại Great Falls, Montana. Đoạn phim về hiện tượng này được cho là một trong những cảnh đầu tiên quay về thứ được gọi là vật thể bay không xác định (UFO). Đoạn phim do phía Không quân Mỹ điều tra và họ phát hiện ra đây chính là hình ảnh phản chiếu từ hai máy bay tiêm kích phản lực F-94.

## Diễn biến
Vào lúc 11 giờ 25 phút sáng ngày 15 tháng 8 năm 1950, Nick Mariana, tổng giám đốc của đội bóng chày giải hạng nhỏ Great Falls Electrics, và thư ký mười chín tuổi của ông, Virginia Raunig, đang kiểm tra sân bóng chày trống không của Sân vận động Legion trước một trận đấu. The Electrics là một câu lạc bộ huấn luyện của đội bóng chày Brooklyn Dodgers. Một ánh chớp sáng lọt vào mắt Mariana và, theo lời kể của mình, ông đã nhìn thấy hai vật thể màu bạc sáng rực, đang xoay tròn khi bay ngang qua Great Falls với tốc độ ông ước tính là 200-400 dặm một giờ. Ông tin rằng chúng rộng khoảng 50 feet và cách nhau một trăm năm mươi feet. Mariana chạy đến ô tô của mình để lấy máy quay phim 16 mm và quay UFO trong 16 giây. Máy quay phim có thể quay các vật thể bằng cảnh có màu sắc rõ rệt, nhưng không thể ghi lại âm thanh. Raunig cũng tận mắt chứng kiến những vật thể này. Một ngày sau vụ nhìn thấy UFO của Mariana, tờ Great Falls Tribune, nhật báo của thành phố, đã mô tả vụ việc và cuộn phim này trong một bài báo, được giới truyền thông khác trên toàn quốc săn đón. Trong vòng vài tuần sau vụ chứng kiến, Mariana đã chiếu phim cho các nhóm cộng đồng địa phương, bao gồm cả Câu lạc bộ Điền kinh Central Roundtable.

## Điều tra
Sau khi xem bộ phim, một phóng viên của tờ Great Falls Tribune đã gọi điện đến Căn cứ Không quân Wright-Patterson ở Ohio và thông báo cho họ về vụ Mariana nhìn thấy và quay phim được UFO. Đại úy Không quân John P. Brynildsen đã tới phỏng vấn Mariana tại Căn cứ Không quân Malmstrom gần đó bên ngoài Great Falls. Khi Mariana và Raunig đều nói với anh ta rằng họ đã nhìn thấy hai máy bay tiêm kích phản lực bay qua sân vận động bóng chày ngay sau khi chứng kiến, Brynildsen cảm thấy rằng có lẽ những chiếc máy bay phản lực là những vật thể mà Mariana đã nhìn thấy và quay phim. Với sự cho phép của Mariana, Đại úy Brynildsen bèn gửi cuộn phim này cho Căn cứ Không quân Wright-Patterson phân tích. Anh ta nói với một phóng viên ở Great Falls rằng anh ta đã "nhặt được khoảng 8 feet phim từ Mariana." Tuy nhiên, trong thông điệp gửi cho Wright-Patterson, ông cho biết mình đang gửi "cuộn phim chuyển động xấp xỉ 15 feet" đến căn cứ để nghiên cứu. Theo nhà sử học về UFO Jerome Clark, sự khác biệt này chưa bao giờ được làm sáng tỏ.
Tại Căn cứ Không quân Wright-Patterson, bộ phim đã được kiểm tra ngắn gọn và được xác định là hình ảnh phản chiếu từ hai máy bay tiêm kích phản lực F-94 được cho là đang bay qua Great Falls vào thời điểm Mariana nhìn thấy. Trung tá Ray W. Taylor đã trả lại bộ phim cho Mariana với một lá thư lấp liếm nói rằng "các nhà phân tích ảnh của chúng tôi không thể tìm thấy bất cứ thứ gì có thể xác định được mang tính chất bất thường". Tuy nhiên, theo sĩ quan Không quân Edward J. Ruppelt, về sau trở thành giám sát cuộc điều tra của Dự án Blue Book của Không quân về bí ẩn UFO vào năm 1951, "năm 1950, không có sự quan tâm [của Không quân] đối với UFO, vì vậy sau khi xem qua nhanh, Dự án Grudge đã viết đó là những hình ảnh phản chiếu từ hai chiếc máy bay tiêm kích phản lực F-94 ở trong khu vực". Tranh cãi nhanh chóng nổ ra khi Mariana tuyên bố rằng 35 khung hình đầu tiên trong bộ phim của mình - mà ông nói rõ ràng nhất cho thấy UFO dưới dạng đĩa quay - đã bị mất tích. Những người ở khu vực Great Falls từng xem phim của Mariana đều ủng hộ tuyên bố của ông. Họ cho biết các khung hình bị thiếu cho thấy rõ ràng UFO đang quay, đĩa kim loại với một "rãnh hoặc dải" dọc theo các cạnh bên ngoài của chúng. Các nhân viên của Không quân phủ nhận lời cáo buộc này và khẳng định rằng họ chỉ loại bỏ một khung phim duy nhất bị hư hỏng trong quá trình phân tích mà thôi.

## Kiện cáo
Tháng Giêng năm 1951, Bob Considine, cây bút và là người hoài nghi về UFO, đã viết một bài báo cho tạp chí Cosmopolitan. Với tựa đề "The Disgraceful Flying Saucer Hoax" (Trò lừa gạt đĩa bay đáng hổ thẹn), bài báo vạch trần những lần nhìn thấy UFO nổi tiếng nhất cho đến thời điểm đó, bao gồm cả vụ chứng kiến và bộ phim của Mariana. Bài báo của Considine còn ám chỉ rằng anh ta là "kẻ nói dối, chơi khăm, trí tuệ nửa vời, quái gở, kẻ đê tiện đáng khinh và cuồng tín công khai", Mariana bèn đâm đơn kiện Considine vì tội vu khống. Vụ kiện cuối cùng đã bị hủy bỏ vào tháng 9 năm 1955.

## Nghiên cứu
Tháng 7 năm 1952, Đại úy Ruppelt đã thuyết phục được Mariana cho Không quân xem lại bộ phim này để phân tích chi tiết hơn. Mariana miễn cưỡng đồng ý, nhưng chỉ sau khi yêu cầu Không quân ký một thỏa thuận rằng họ sẽ không xóa bất kỳ khung hình nào của bộ phim. Các nhà phân tích phim tại Căn cứ Không quân Wright-Patterson kết luận rằng các vật thể trong phim của Mariana không phải là "chim, bóng bay hay thiên thạch". Kết luận ban đầu - rằng các vật thể là phản xạ từ máy bay phản lực F-94 - cũng bị loại trừ. Theo Ruppelt ghi lại trong hồi ký của mình: "Hai máy bay phản lực không ở bất kỳ đâu gần nơi hai UFO xuất hiện... chúng tôi nghiên cứu từng ánh sáng riêng lẻ và cả hai đều xuất hiện quá vững chắc để phản chiếu. Chúng tôi đã vẽ một khoảng trống trên Phim Montana, đây là một ẩn số". Tháng 1 năm 1953, Không quân và CIA đã triệu tập một ủy ban gồm các nhà khoa học lỗi lạc nhằm xem xét các trường hợp "tốt nhất" do Dự án Blue Book thu thập. Được gọi là Ban Robertson, theo tên chủ tịch của nó, nhà vật lý H.P. Robertson, ủy ban đã xem thử cuộn phim UFO của Mariana. Nhóm khoa học gia này đánh giá rằng các vật thể trong phim là "hình ảnh phản chiếu của loại máy bay đã từng ở trong khu vực này".

## Ngày nay
Các bản sao phim của Mariana hiện đang được lưu trữ tại Cơ quan Lưu trữ Quốc gia Hoa Kỳ. Nó vẫn còn xuất hiện trong các bộ phim tài liệu, chương trình truyền hình và được chia sẻ trực tuyến. Bộ phim vẫn tiếp tục gây tranh cãi trong giới nghiên cứu UFO. Kể từ sau vụ chứng kiến UFO của Mariana, hơn 100 trường hợp nhìn thấy UFO khác đều xảy ra tại Great Falls, Montana, khiến nó trở thành một trong những địa điểm hoạt động tích cực nhất cho hiện tượng quan sát thấy UFO ở Bắc Mỹ. Năm 2008, đội bóng chày của một liên đoàn nhỏ ở Great Falls được đổi tên thành Great Falls Voyagers nhằm vinh danh sự kiện UFO Mariana.